# Den radio
Den radio (russisk: День радио) er en russisk spillefilm fra 2008 af Dmitrij Djatjenko.

## Medvirkende
- Leonid Barats - Ljosja
- Mikhail Kozyrev - Mikhail Natanovitj
- Dmitrij Marjanov - Dim
- Kamil Larin - Kamil
- Nonna Grisjajeva - Nonna